# Play (pel·lícula)
Play és una pel·lícula de 2005 dirigida per la cineasta i professora Alicia Scherson. Fou seleccionada per representar Xile a l'Oscar a la millor pel·lícula de parla no anglesa als Premis Oscar de 2005, però finalment no fou nominada.

## Sinopsi
En aquesta pel·lícula es mostren els successos esdevinguts a Cristina, una jove maputxe que es dedica a cuidar a un ancià, mentre viu en Santiago. Un dia es creua amb Tristan, qui acaba de perdre la maleta i la noia que estima. La pel·lícula comença amb un proverbi que diu: «Eren temps durs, però moderns».

## Repartiment
- Aline Kuppenheim
- Coca Guazzini
- Viviana Herrera
- Marcial Tagle
- Alejandro Sieveking
- Daniel Muñoz
- Isabel Bauzá
- Andrés Waissbluth
- Alicia Scherson
- Mateo Iribarren

## Premis
| Any  | Esdeveniment                    | Premi o Categoria                           | Resultat   |
| ---- | ------------------------------- | ------------------------------------------- | ---------- |
| 2005 | Festival de Cinema de Tribeca   | Millor nou director                         | Guanyadora |
| 2006 | XLVIII edició dels Premis Ariel | Nominada a Millor pel·lícula iberoamericana | Nominada   |